# NGC 6363
NGC 6363, im Katalog auch als NGC 6138 doppelt geführt, ist eine 13,5 mag helle elliptische Galaxie vom Hubble-Typ E2 im Sternbild Herkules.
Sie wurde von Édouard Stephan zweimal „entdeckt“; zuerst am 2. September 1872 (geführt als NGC 6138), durch einen Fehler in der Bestimmung des Bezugssternes führte die Beobachtung am 24. Juli 1879 unter NGC 6363 zu einem zweiten Eintrag im Katalog. Die moderne Astronomie referenziert teilweise auf diese zweite Beobachtung und weist dabei dem Nicht-NGC-Objekt PGC 58070 die Nummer NGC 6138 zu.